# The Real
| Jeannie Mai och Tamar Braxton är några av värdarna i programmet. |  | Jeannie Mai och Tamar Braxton är några av värdarna i programmet. |
| Jeannie Mai och Tamar Braxton är några av värdarna i programmet. |  |                                                                  |

The Real är en amerikansk talkshow som hade premiär den 15 juli 2013 på FOX. Seriens programledare är Tamar Braxton, Loni Love, Adrienne Bailon, Jeannie Mai och Tamera Mowry. Seriens sändes i städerna New York, Los Angeles, Washington D.C., Philadelphia, Phoenix, Houston och Tampa. Om FOX godkänner en andra säsong kommer den visas nationellt i USA 2014.